# Intellias
Intellias – międzynarodowa firma technologiczna specjalizująca się w tworzeniu kompleksowego oprogramowania i usługach konsultingowych. Klienci Intellias znajdują się w Europie, Ameryce Północnej, na Bliskim Wschodzie oraz w regionie Azji i Pacyfiku. Dziś firma zatrudnia 3200 specjalistów, znajduje się na liście Global Outsourcing 100 IAOP i posiada nagrody od Inc. 5000, Forbes, EY i GSA UK Awards.

## Historia
2002 – Witalij Sedler i Michał Puzrakow zakładają firmę Intellias. Firma koncetruje się na świadczeniu usług tworzenia oprogramowania dla klientów w niemieckojęzycznych regionach w Europie.
2015-2016 – Otwarcie przedstawicielstwa w Berlinie (Niemcy) oraz centrów rozwojowych w Kijowie i Odessie w Ukrainie.
2017 i 2018 – Intellias znalazł się na liście najszybciej rozwijających się prywatnych firm europejskich przez Inc. 5000.
2018 – Pozyskanie inwestycji od Horizon Capital, który kupił akcje spółki. Intellias zostaje współorganizatorem największego wydarzenia technicznego w Europie Wschodniej IT Arena. Otwarcie biura Intellias w Charkowie. Współzałożyciele firmy dołączyli do Ukraine House na Światowym Forum Ekonomicznym w Davos (Szwajcaria).
2019 – Otwarcie pierwszego biura w Krakowie (Polska) i Iwano-Frankiwsku (Ukraina).
2021 – Intellias podpisuje Zasady na rzecz wzmocnienia pozycji kobiet zainicjowane przez UN Global Compact i UN Women.
2022 – Otwarcie trzech centrów rozwojowych w Warszawie, Wrocławiu i Łodzi (Polska), biur w Zagrzebiu (Chorwacja), Sofii (Bułgaria), Maladze i Madrycie (Hiszpania), Porto i Lizbona (Portugalia).
2022 – Intellias dołączył do organizacji informatycznej SoDA – Polskie Stowarzyszenie Rozwoju Oprogramowania (Software Development Association Poland) w Krakowie. W tym samym roku polski portal Bulldogjob uznał Intellias za najlepszego pracodawcę technicznego.
2022 – Intellias przejął Digitally Inspired, brytyjską firmę informatyczną skupiającą się na handlu detalicznym i handlu elektronicznym.
2023 – firma weszła na rynki Indii i Kolumbii.

## Biura i lokalizacje
Centra rozwoju firmy znajdują się w Polsce (Kraków, Wrocław, Warszawa, Łódź), Wielkiej Brytanii (Londyn), Chorwacji (Zagrzeb), Bułgarii (Sofia), Hiszpanii (Madryt, Malaga), Portugalii (Porto, Lizbona), Indiach (Pune) i Ukrainy (Lwów, Kijów, Odessa, Charków, Użhorod, Iwano-Frankiwsk). W 2023 roku firma ogłosiła wejście na rynek Indii i Kolumbii. Intellias posiada również przedstawicielstwa w Niemczech, USA i Zjednoczonych Emiratach Arabskich.

## Usługi Intellias
Intellias świadczy usługi w zakresie tworzenia oprogramowania i konsultingu cyfrowego. Firma specjalizuje się w tworzeniu platform cyfrowych i pracy z dużymi wolumenami danych, uczeniu maszynowym, sztucznej inteligencji (AI), Internecie rzeczy (IoT), technologiach chmurowych, DevOps, systemach nawigacji i informacji geograficznej, technologii blockchain oraz projektowaniu UI/UX.
Główne branże, z którymi współpracuje Intellias, to automotive, usługi finansowe i ubezpieczenia, media i telekomunikacja, handel detaliczny i technologia cyfrowa.
Klienci Intellias znajdują się w 25 krajach na całym świecie, w tym w Europie, Ameryce Północnej, na Bliskim Wschodzie oraz w regionie Azji i Pacyfiku. Od 2023 roku Intellias współpracuje z ponad 100 partnerami. Wśród nich są duże firmy technologiczne, korporacje konsultingowe i czołowi producenci, m.in. Here Technologies, Syngenta, DKV Mobility, TomTom, MHP, 360T.

## Inicjatywy społeczne i wspólnotowe
Od 2016 roku Intellias wspiera programy edukacyjne. Firma uczestniczyła w inicjatywie Godzina Kodowania, która promuje technologie informacyjne wśród uczniów szkół, a także wspiera rozwój edukacji inżynierskiej.
W latach 2020, 2021 i 2022 firma Intellias opublikowała raport dotyczący zrównoważonego rozwoju społecznej odpowiedzialności biznesu zgodnie ze standardami Global Reporting Initiative.
Podczas wybuchu epidemii COVID-19 w 2020 r. firma Intellias przyłączyła się do globalnych wysiłków na rzecz powstrzymania pandemii i zapewniła fundusze na zakup 10 000 testów na COVID-19.
W 2021 r. zaczęła działać korporacyjna platforma crowdfundingowa IntelliShare, na której odbywają się m.in. spotkania wspierające Ukrainę. W roku pełnej inwazji rosyjskiej firma przekazała obrońcom Ukrainy 53 mln hrywien.
W 2021 r. firma Intellias podpisała Zasady na rzecz wzmocnienia pozycji kobiet zainicjowane przez ONZ Global Compact i UN Women. Ponadto firma przystąpiła do UN Global Compact i podpisała Deklarację na rzecz Równości Płci i Zapobiegania Przemocy Domowej stworzoną przez UNFPA. W tym samym roku Intellias znalazł się w pierwszej piątce liderów krajowego rankingu „Firmy przyjazne rodzinom” Funduszu Ludnościowego ONZ na Ukrainie i Centrum „Rozwój CSR”.
W 2022 roku firma zorganizowała w Polsce szereg wydarzeń mających na celu popularyzację ekologicznego transportu.

## Nagrody i wyróżnienia
2017 – Intellias po raz pierwszy wchodzi do rankingu Inc.5000 – listy prywatnych firm, które rozwijają się najdynamiczniej w Europie.
2017 – Nagroda brytyjskiego Global Sourcing Association (GSA) w kategorii projekt ITO roku. Clutch.co umieściło firmę Intellias na liście „56 najbardziej polecanych firm IT na świecie”.
2018 – Firma Intellias po raz pierwszy znalazła się na liście „100 najlepszych firm outsourcingowych na świecie” w raporcie Intellect International Association of Outsourcing Professionals (IAOP) i po raz drugi na liście Inc.5000. Intellias jest jeden z kluczowych dostawców oprogramowania dla przemysłu motoryzacyjnego według ECU Software Market Report, Market Intelligence Data i Visiongain.
2019 – Intellias zostaje uznana przez Analytics Insight za jedną z 10 najbardziej innowacyjnych firm pracujących z technologiami uczenia maszynowego.
2020 – Intellias wszedł do TOP-15 firm działających w obszarze sztucznej inteligencji. Intellias otrzymał srebrną nagrodę The Stevie Awards w kategorii Product Awards.
2021 – Tytuł najlepszego pracodawcy IT według Forbesa. Tytuł najlepszego pracodawcy wśród dużych usługowych firm IT według EY. Intellias po raz trzeci znalazł się na liście najlepszych firm outsourcingowych na świecie według wyników rankingu The Global Outsourcing 100.
2022 – Tytuł najlepszego pracodawcy IT wg Forbesa, tytuł Top Tech Employer wg Bulldogjob.pl. Intellias zajął pierwsze miejsce w rankingu 30 najbardziej zrównoważonych ukraińskich firm według Forbesa. W tym samym roku Intellias znalazł się w pierwszej dziesiątce pracodawców według Corporate Equality Index. Intellias po raz czwarty znalazł się na liście najlepszych firm outsourcingowych na świecie.
2022 – Intellias otrzymał nagrodę Excellence in Strategic Partnership Award od IAOP za rozwój i skalowanie edukacyjnej platformy cyfrowej BrainStorm.
2022 – Biuro Zarządzania Projektami Intellias zostaje uznane za jedno z najlepszych według PMO Global Alliance.
Digitally Inspired, część Intellias, została nagrodzona przez Contentsquare we współpracy z Travisem Perkinsem tytułem „Najlepsza transformacja cyfrowa” podczas CX Awards 2022.
Digitally Inspired, część Intellias, została finalistką UK IT Industry Awards we współpracy z SecurityWatchdog.
2023 – Tytuł najlepszego pracodawcy wśród największych ukraińskich firm IT według DOU, Forbes i EY. Intellias wszedł do pierwszej piątki ukraińskich eksporterów IT według Forbesa. Intellias otrzymał nagrodę w XII konkursie CSR Brave Ukrainian Business Cases organizowanym przez CSR Ukraina przy wsparciu EY Ukraine.
2023 – Intellias i City Plumbing nominowane do nagrody DevOps Excellence Award 2023.
2023 – Intellias został nominowany w kategorii Top Software Services Provider w konkursie CEE Business Services Award.